# كابو روخو (بورتوريكو)
كابو روخو هي بلدية تقع على الساحل الجنوبي الغربي لبورتوريكو وتشكل جزءًا من منطقة سان جيرمان-كابو روخو الحضرية بالإضافة إلى المنطقة الإحصائية المشتركة ماياغويز-سان جيرمان-كابو روجو الكبرى.